# 懷特普萊恩斯 (阿拉巴馬州卡爾霍恩縣)
懷特普萊恩斯（英語：White Plains）是一個位於美國阿拉巴馬州卡爾霍恩縣的非建制地區和人口普查指定地區。根據2010年美國人口普查，該地人口為811人。

## 地理
懷特普萊恩斯的座標為33°44′50″N 85°41′21″W / 33.747222°N 85.689167°W，而該地最高點為海拔高度224米（即735英尺）。